# Laza Morgan
 (mars 2019).
Si vous disposez d'ouvrages ou d'articles de référence ou si vous connaissez des sites web de qualité traitant du thème abordé ici, merci de compléter l'article en donnant les références utiles à sa vérifiabilité et en les liant à la section « Notes et références ».
Laza Morgan de son vrai nom Otiyah Morgan (né le 13 décembre 1983 à Springfield (Massachusetts) est un chanteur américain d'origine jamaïcaine de reggae.

## Biographie
Il est le fils de l'artiste jamaïcain Denroy Morgan. Il a commencé sa carrière musicale en tant que membre du groupe jamaïcain de dancehall et de hip-hop LMS. Ce groupe est composé de lui-même son frère Noshayah Morgan et sa sœur Morgan Miriam. Puis il se lance dans une carrière solo. Né au sein d'une illustre famille de musiciens Jamaïcains (Morgan Heritage ), Laza a été élevé dans la musique et fortement influencé par le reggae et les enregistrements de son père : Denroy Morgan, qui est diffusé à la radio américaine dans les années 80 avec la chanson I'll Do Anything For You.
Il sort en 2010, le single This Girl en collaboration avec Step Up 3D. La même année il collabore également sur le tube Start Without You avec la chanteuse britannique Alexandra Burke dont il apparait dans le clip. En 2011, il collabore sur la chanson de l'artiste canadienne Kristina Maria intitulé Co-Pilot. Quelques mois plus tard il sort le 7 juin 2011 le single One by One en collaboration avec l'artiste jamaïcain Mavado, le single atteint la première place du Jamaican Reggae Singles Chart,. Il sort sur le site de partage vidéo 2 vidéos des singles Ballerina et Ya Mi Sey produit par Family Affair Productions. Le single One By One a été enregistré en version francophone avec la chanteuse Kenza Farah (clip réalisé par J.G Biggs[réf. nécessaire]), le single sort le premier octobre en téléchargement légal.

## Discographie

### Singles
| Année | Single                                                | Meilleure position | Certification | Album | Clip vidéo |
| Année | Single                                                | France             | Certification | Album | Clip vidéo |
| ----- | ----------------------------------------------------- | ------------------ | ------------- | ----- | ---------- |
| 2010  | This Girl                                             | -                  |               |       |            |
| 2012  | One by One (featuring Mavado)                         | 34                 |               |       |            |
| 2012  | One by One (featuring Kenza Farah)                    | -                  |               |       |            |
| 2013  | All She Wants (Gone Tomorrow) (featuring Nancy Logan) | 177                |               |       |            |
| 2014  | Gimme Little (ft Sultan)                              |                    |               |       |            |

En tant qu'artiste invité
| Année | Titre                                                          | Meilleure position | Meilleure position | Meilleure position | Meilleure position | Meilleure position | Meilleure position | Certifications | Album                                    |
| Année | Titre                                                          | Royaume-Uni        | Belgique           | Canada             | Irlande            | Pays-Bas           | Écosse             | Certifications | Album                                    |
| ----- | -------------------------------------------------------------- | ------------------ | ------------------ | ------------------ | ------------------ | ------------------ | ------------------ | -------------- | ---------------------------------------- |
| 2010  | Start Without You (en) (Alexandra Burke featuring Laza Morgan) | 1                  | 60                 | —                  | 5                  | 77                 | 1                  |                | Overcome (Album d'Alexandra Burke)       |
| 2011  | Co-Pilot (Kristina Maria featuring Laza Morgan)                | —                  | 1                  | 26                 | —                  | —                  | —                  |                | Tell the World (Album de Kristina Maria) |